# Owranj
Owranj (persiska: ورَنج, اورنج, Ūranj) är en ort i Iran.   Den ligger i provinsen Ardabil, i den nordvästra delen av landet, 400 km nordväst om huvudstaden Teheran. Owranj ligger 1 440 meter över havet och antalet invånare är 352.
Terrängen runt Owranj är platt åt sydväst, men åt nordost är den kuperad. Runt Owranj är det ganska tätbefolkat, med 139 invånare per kvadratkilometer. Närmaste större samhälle är Namīn, 9,6 km öster om Owranj. Trakten runt Owranj består i huvudsak av gräsmarker.